# Marino Kobayashi
Pour les articles homonymes, voir Kobayashi.
Marino Kobayashi (小林 海, Kobayashi Marino, né le 1er juillet 1994 à Urayasu) est un coureur cycliste japonais, membre de l'équipe Matrix Powertag.

## Biographie
En 2016, il devient double champion du Japon espoirs, dans la course en ligne et le contre-la-montre. Il devient ensuite stagiaire au sein de l'équipe Nippo-Vini Fantini, puis y passe professionnel en 2017,.

## Palmarès et résultats

### Palmarès par année
- 2015
  - 3e du championnat du Japon du contre-la-montre espoirs
- 2016
  -  Champion du Japon sur route espoirs
  -  Champion du Japon du contre-la-montre espoirs
  - Gran Premio de Tetuán
  - 3e du Trofeo Santiago en Cos
- 2022
  - 3e du Tour de Kumano

### Classements mondiaux
| Année                                 | 2017  | 2018  | 2019  | 2020 | 2021  | 2022  | 2023  | 2024 |
| ------------------------------------- | ----- | ----- | ----- | ---- | ----- | ----- | ----- | ---- |
| Classement mondial                    | 1781e | 2363e | 1192e | nc   | 1740e | 1126e | 1708e | nc   |
| UCI Europe Tour                       | 1422e | 1578e |       |      |       |       |       |      |
| UCI Asia Tour                         | 368e  | nc    | 72e   | nc   | 112e  | 73e   | nc    | 19e  |
|                                       |       |       |       |      |       |       |       |      |
| Légende : nc = non classéSource : UCI |       |       |       |      |       |       |       |      |